# Saussurea sugimurai
Saussurea sugimurai là một loài thực vật có hoa trong họ Cúc. Loài này được Honda miêu tả khoa học đầu tiên năm 1930.